# Telipogon karsteae
Telipogon karsteae är en orkidéart som beskrevs av Dodson och Ed.Sánchez. Telipogon karsteae ingår i släktet Telipogon och familjen orkidéer.
Artens utbredningsområde är Ecuador. Inga underarter finns listade i Catalogue of Life.